# Graminologia

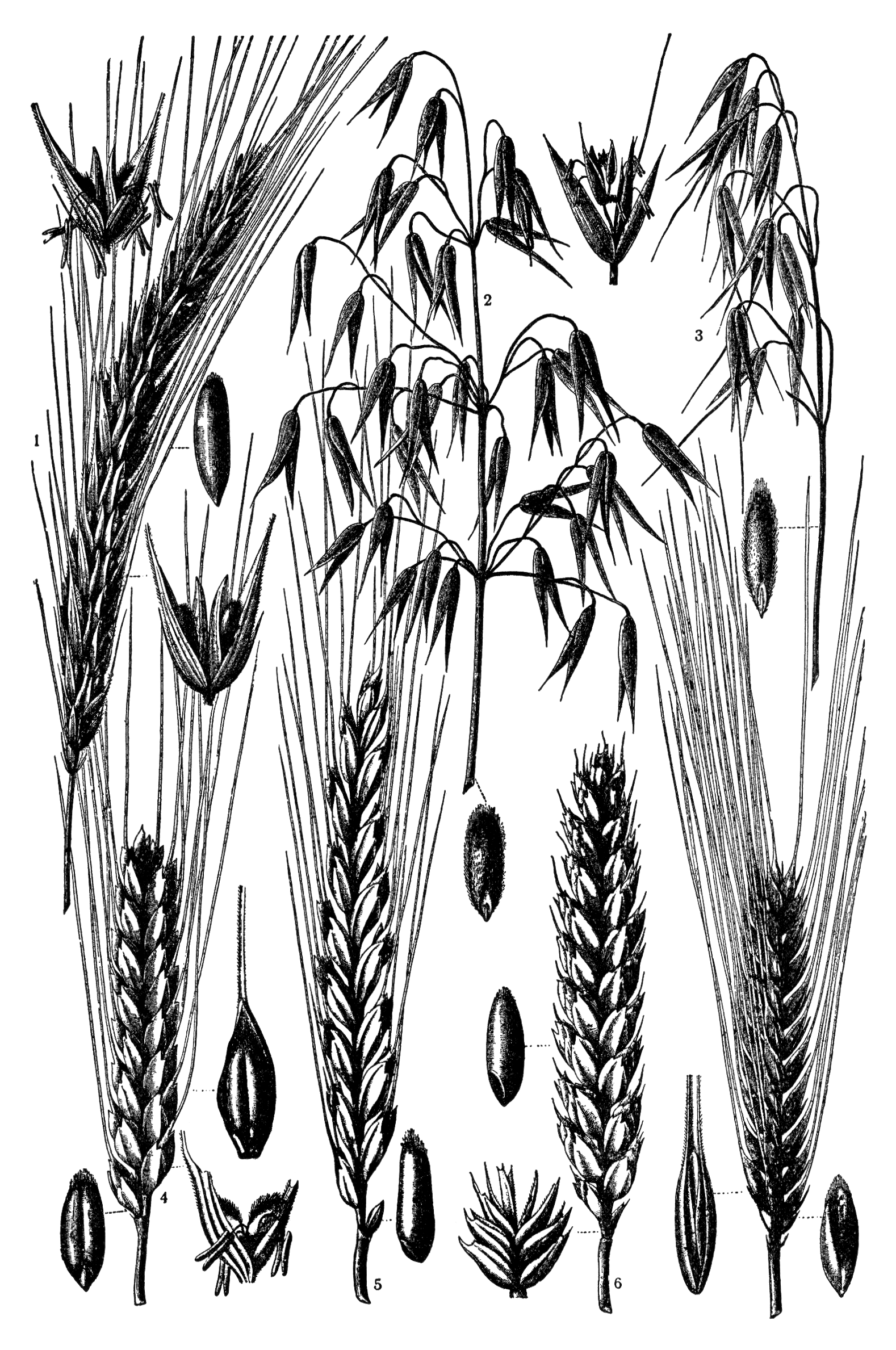
Kwiatostany i owoce zbóż

Graminologia, trawoznawstwo, agrostologia (z łac. Gramineae = trawy; z gr. αγρωστις agrostis = trawa i λόγος logos = nauka) – gałąź botaniki poświęcona studiom nad trawami. Za jej narodziny uważa się ukazanie się pierwszej monografii tej rodziny Agrostographiae Helveticae Prodromus opublikowanej przez Johanna Scheuchzera w 1709. Termin "agrostografia" został z czasem zastąpiony przez używany do dziś termin "agrostologia". 
Rozwój wiedzy o trawach wiąże się z ich ogromnym znaczeniem w przyrodzie i rolnictwie oraz bogactwem gatunkowym (w Polsce ponad 150 gatunków). Dziedzina ta zwyczajowo była wiązana z łąkarstwem. Wraz z rozwojem nauki w zakresie genetyki, ekologii, kształtowania krajobrazu i ochrony przyrody, badania nad trawami wykroczyły poza tradycyjne granice zainteresowania nimi jako roślinami łąkowymi lub zbożowymi.